# Esenköy, Çınarcık
Esenköy là một thị trấn thuộc huyện Çınarcık, tỉnh Yalova, Thổ Nhĩ Kỳ. Dân số thời điểm năm 2010 là 2.447 người.